# Uttenheim (Gais)
Uttenheim (im lokalen Dialekt Uitnoam, italienisch Villa Ottone) ist eine Fraktion und Katastralgemeinde der Gemeinde Gais im Tauferer Tal in Südtirol (Italien) in der Nähe von Bruneck.

## Geschichte
Der Name Uttenheim erscheint zwischen 993 und 1316 in den Varianten „Outenheim“, „Outanheim“, „Utenhaem“ und „Utenhaim“. Es ist communis opinio in der Tiroler Ortsnamenforschung, dass er nach aller Wahrscheinlichkeit auf einen bairischen Personennamen in Verbindung mit dem Suffix -heim zurückgeht; zumeist wird ein weibliches Uota zugrunde gelegt, gelegentlich ein männliches Uoto. Damit stünde Uttenheim in einer Reihe von Ortsnamen im Brunecker Raum, in denen belegte Personennamen der Agilolfinger anklingen (siehe Uta, weiters Dietenheim zu Theodo, Tesselberg zu Tassilo, Greinwalden zu Grimoald) und die somit auf die frühmittelalterliche bajuwarische Herrschaft im Pustertal zurückzuführen sind. Eine andere Hypothese stellt den Ortsnamen zum althochdeutschen Wort ōdī („Einöde“).
Seit 1100 sind die Edlen von Uttenheim bezeugt, die vermutlich bald auf dem wilden Felsen über dem heutigen Ort ihre Burg errichteten. Ursprünglich selbständig, scheinen sie ab 1140 als Ministerialen der mächtigen Tauferer Herren auf. 1387 starb das Geschlecht derer von Uttenheim aus. Die Herren von Taufers hatten vom Hochstift Bamberg Besitz in der Gegend von Gais verliehen bekommen. Bei der Teilung im Haus der Edlen von Taufers im Jahr 1306 wurde die Burg Uttenheim noch als gemeinsamer Besitz der Tauferer erklärt, dürfte aber dann in den alleinigen Besitz Ulrichs von Taufers übergegangen sein und mit ihr auch die Gerichtsbarkeit über das Dorf Uttenheim.
Ulrich von Taufers hatte die Burgen Uttenheim und Neuhaus mit dem Gericht 1311 seiner Gemahlin Katharina von Görz vermacht. Von dieser kam der Besitz dann an ihre Brüder und wurde mit der görzischen Grafschaft im Pustertal vereinigt.
Während in der ersten Hälfte des 15. Jahrhunderts Neuhaus noch der namengebende Mittelpunkt des Gerichtes ist, erscheint ab 1459 die Bezeichnung Gericht Uttenheim. Nach mehrmaligem Besitzwechsel kam das Gericht Uttenheim 1674 an die Herren und später Grafen von Troyer, die das Lehen bis zur bayerischen Herrschaft behielten. Letztere unterstellte es dem Landgericht Bruneck und verleibte es ihm 1810 vollständig ein. 1817 erhielten es die Grafen von Ferrari zusammen mit Taufers.
Das Gericht Uttenheim bestand aus den fünf Pimberchen (= Steuer- und Wirtschaftsgemeinden) Gais, Mühlbach, Uttenheim, Lanebach und Burgfrieden Uttenheim. Der Gerichtssitz befand sich seit dem Zerfall des Schlosses im 17. Jahrhundert in Gais.
Seelsorglich wurde Uttenheim von Taufers aus betreut. 1811 wurde Uttenheim mit Gais zu einer Gemeinde vereinigt. 1814 wurden beide Dörfer jedoch wieder selbständige Gemeinden. 1928 wurde die Gemeinde Uttenheim schließlich erneut der Gemeinde Gais angegliedert.

## Kultur und Sehenswürdigkeiten
Neben der Burgruine aus dem 12. Jahrhundert und der St.-Valentins-Kapelle in unmittelbarer Nachbarschaft des Schlosses ist die von Bischof Richer von Brixen 1174 geweihte Pfarrkirche zur heiligen Margareth sehenswert, die auch eine Tafel des namentlich nicht bekannten Meisters von Uttenheim beherbergt.
Bedeutsamster Profanbau in Uttenheim ist der Ansitz Stock der Freiherren von Sternbach. Hier befindet sich auch der Großteil des Freiherrlich Sternbach’schen Archivs, das mit Vorurkunden bis 1290 zurückreicht.

## Bildung
In Uttenheim bestehen ein Kindergarten und eine Grundschule für die deutsche Sprachgruppe.

## Verkehr
Für den Kraftverkehr ist das Dorf durch die SS 621 erschlossen.